# سنجاب بلوچی
سنجاب بلوچی یا سنجاب نخلی شمالی (نام علمی: Funambulus pennantii) که به نام‌های سنجاب پنج خط نخلی و به زبان محلی در بلوچستان هِردُک نیز خوانده می‌شود، جونده‌ای است از خانوادهٔ سنجاب‌ها که در مناطقی از ایران، هندوستان، نپال، بنگلادش و پاکستان یافت می‌شود. این جانور پراکندگی وسیعی داشته و در مناطق مختلفی مانند مناطق جنگلی، مناطق گرمسیر و نیمه گرمسیری و خشک و همچنین در روستاها و شهرهای بزرگی مانند دهلی و کلکته زندگی می‌کند.

## مشخصات
مشخصهٔ اصلی سنجاب بلوچی، داشتن خط‌هایی پهن و تیره‌رنگ بر روی سطح پشتیش است که در زمینه‌ای سفید رنگ قرار گرفته و اهالی سیستان و بلوچستان آن را جای دست خدایان بر پشت این جانور می‌دانند. شکم جانور نیز سفیدرنگ بوده و دم آن ترکیبی از موهای سفید و تیره است.
طول سر و بدن سنجاب بلوچی بین ۱۳۳ تا ۱۴۴ میلی‌متر بوده و دم آن ۱۴۵ تا ۱۸۵ میلی‌متر طول دارد. اندازهٔ پاهای جانور بین ۳۲ تا ۳۷ میلی‌متر و گوش‌هایش ۱۳ تا ۱۸ میلی‌متر است.

## زیستگاه و تغذیه
سنجاب بلوچی در ایران تنها در منطقهٔ بلوچستان و در منطقهٔ حفاظت‌شده باهوکلات، دره سرباز و باغ تیس چابهار دیده می‌شود. آن‌ها معمولاً در کنار یکدیگر بوده و در بالا و میان شاخ و برگ درختان لانه می‌سازند و درون لانه‌شان را با علف‌های نرم و برگ درختان می‌پوشانند.
سنجاب بلوچی روزگرد است و از دانه‌ها، جوانه‌ها، میوه و پوست درختان تغذیه می‌کند. همچنین حشرات و تخم پرندگان، دیگر خوراک این جانور را تشکیل می‌دهند.

## نگارخانه

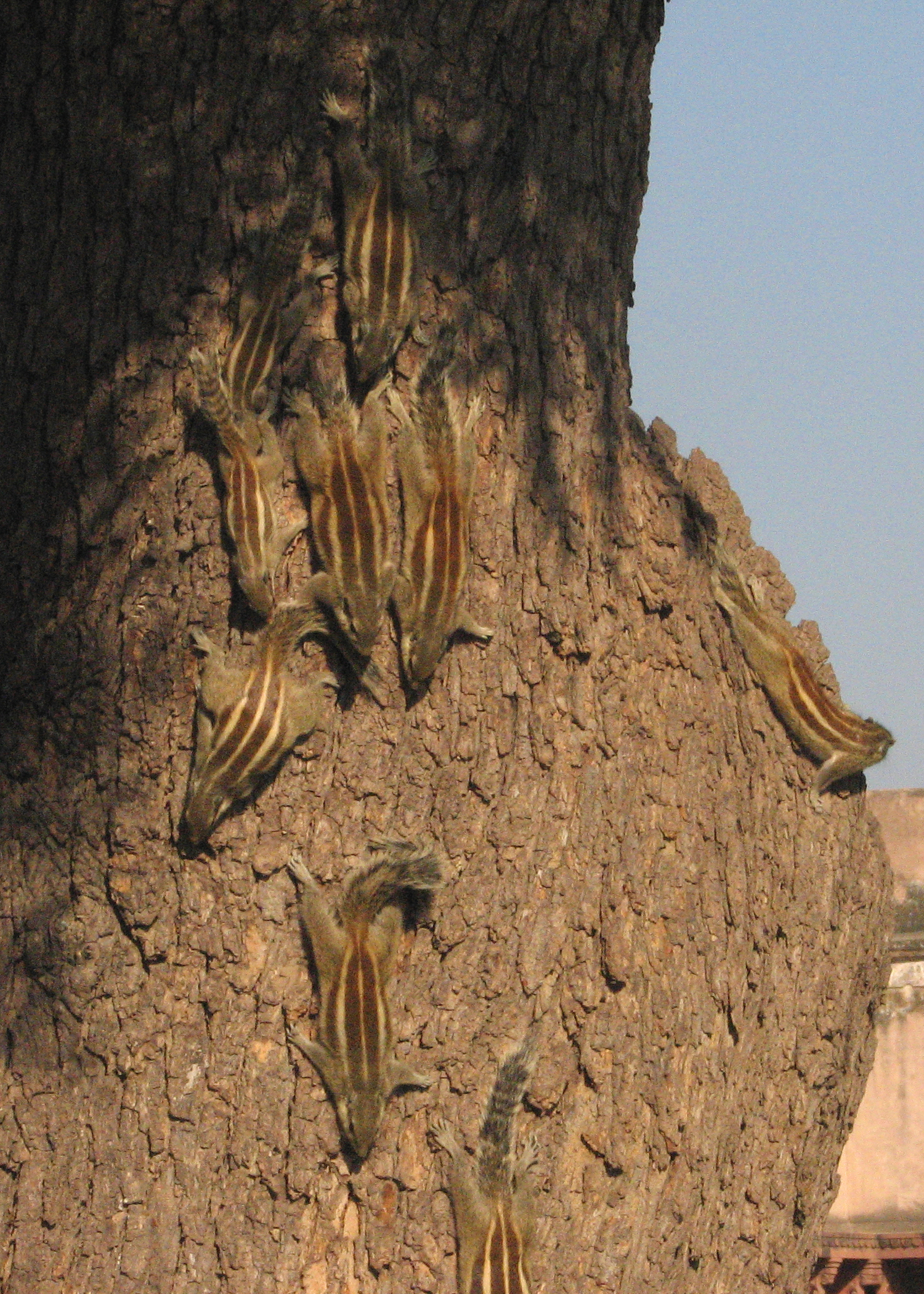
سنجاب‌های بلوچی بر روی تنهٔ درختی در آگرای هندوستان
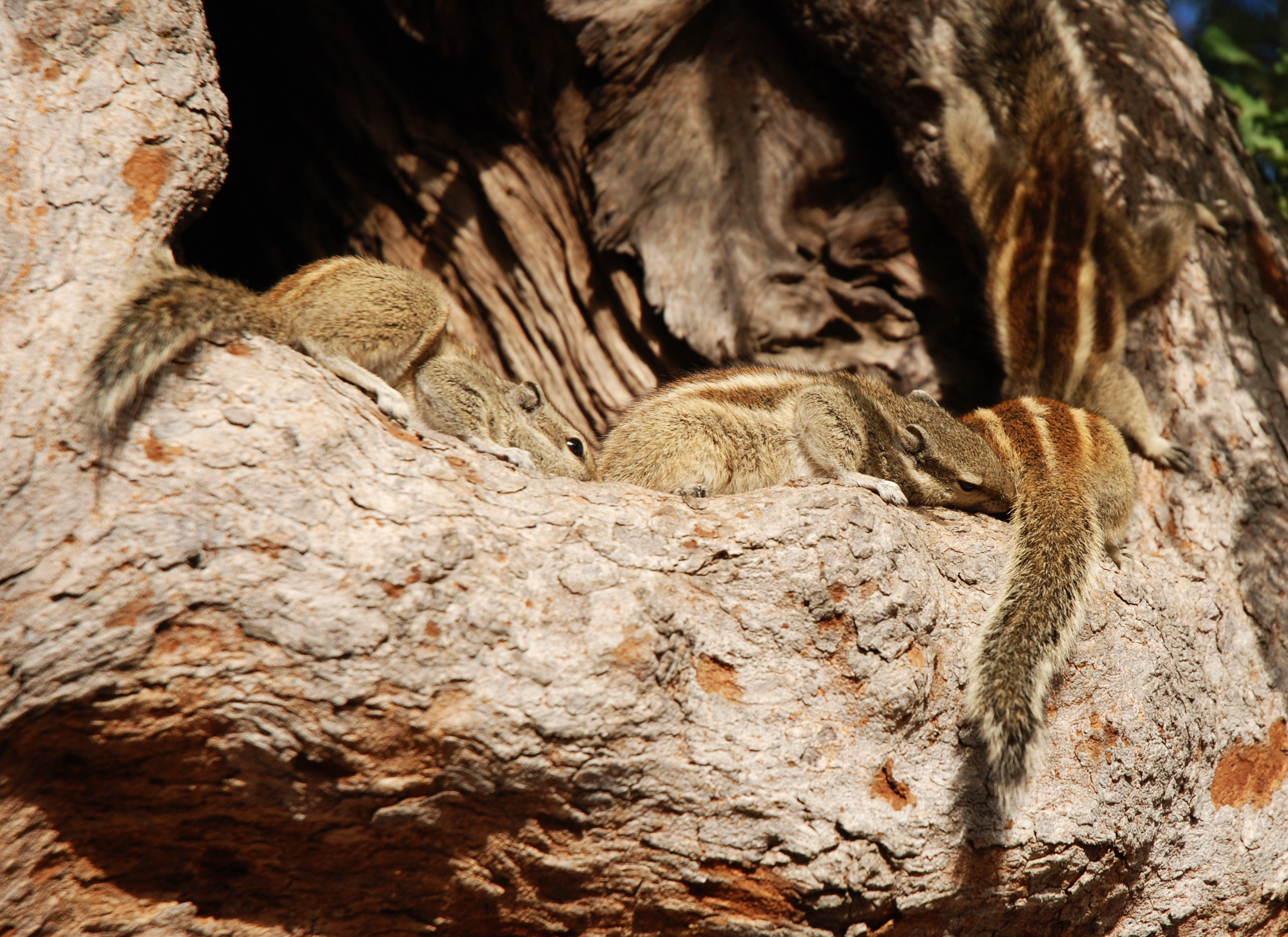
چند سنجاب بلوچی
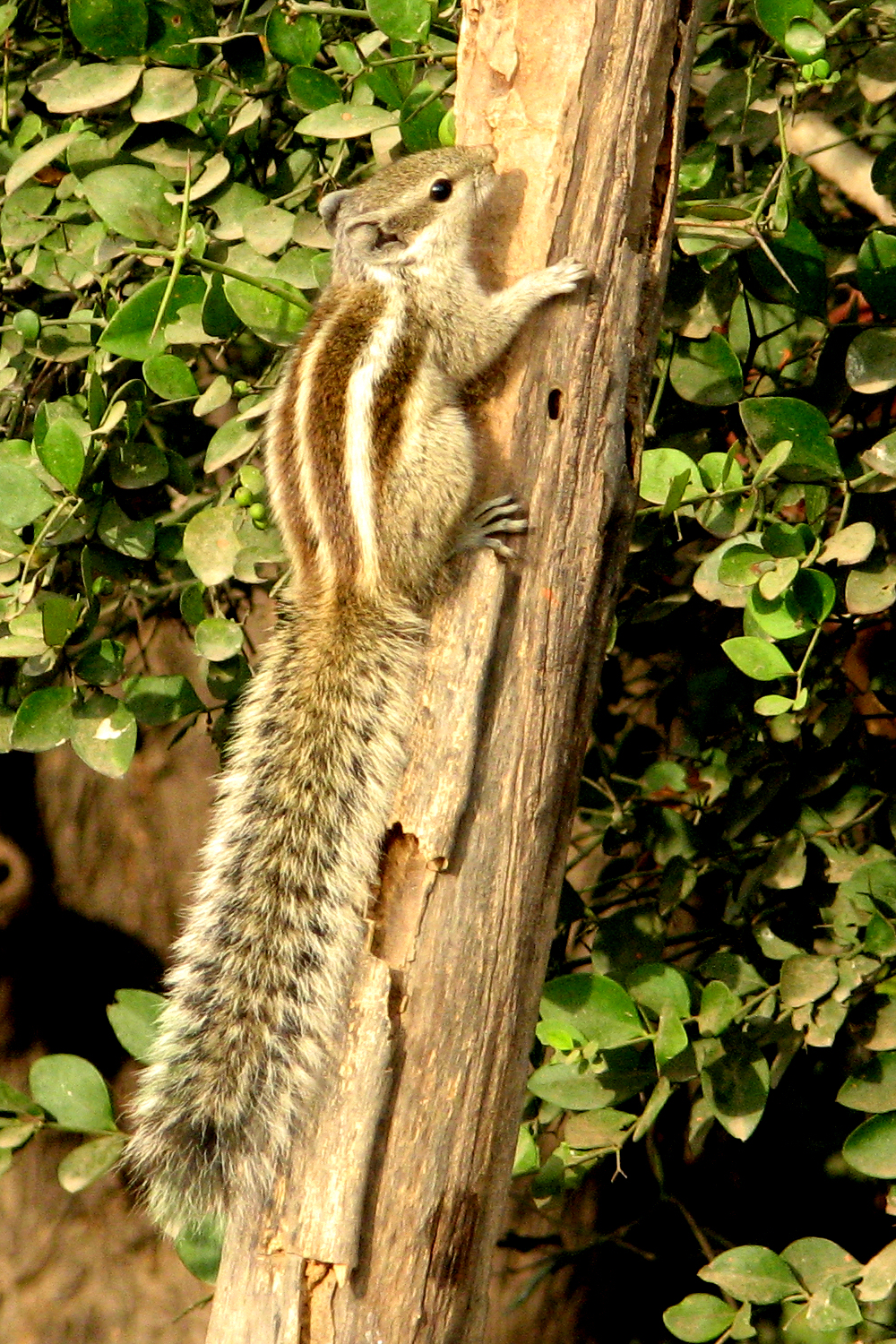
سنجاب بلوچی یا سنجاب پنج خط در پارک تنوع زیستی آراوالی - دهلی، شمال هندوستان